# Blagajnički zapis
Blagajnički zapis (engl. T-bill) je kratkoročna hartija od vrednosti kojom se emitent obavezuje da će licu koje poseduje tu hartiju platiti naznačenu nominalnu vrednost u roku dospeća. Izdaje je narodna ili poslovna banka u cilju regulisanja novčane mase u opticaju, ali i zbog prikupljanja dodatnih podataka. Glavne karakteristike su mu da donosi umereni prihod i da nije rizičan instrument. Alternativni nazivi su trezorski zapis i trezorska menica.

## Primeri
Odluku o emisiji blagajnickog zapisa donosi nadlezni organ emitenta, a mogu ih kupovati kako pravna, tako i fizička lica. Na Beogradskoj berzi, učešće u trgovini ovom hartijom predstavlja do 10% ukupnog prometa. Da bi bio validan, blagajnički zapis mora da sadrži osnovne elemente; između ostalog, podatke o izdavaocu i donosiocu, visinu kamatne stope, rok otplaćivanja itd. Kao i u Srbiji i u Hrvatskoj blagajničke zapise izdaju banke, ali to mogu da rade i druge financijske organizacije. Prodaje se uz diskont (popust), tako da mu je cena pri prodaji niža od nominalne, a ređe se prodaje sa kamatnim kuponom. Uobičajeno mu je dospeće 91 do 182 dana. Blagajnički zapisi američke vlade prodaju se otprilike jednom mesečno i sa rokom od 52 nedelje.

## Spoljašnje veze
- Vaša pitanja: „Obveznice“